# Peropteryx kappleri
Grand Péroptère
Espèce
Statut de conservation UICN

 LC  : Préoccupation mineure
Répartition géographique
Peropteryx kappleri,  qui a pour nom commun Grand Péroptère, est une espèce sud-américaine de chauves-souris de la famille des Emballonuridae.

## Description
L'espèce est la plus grande du genre avec une longueur corporelle moyenne (tête et tronc) de 61 mm et un poids d'environ 8,5 g pour les femelles. Les mâles atteignent environ 58,2 mm de longueur et 7,7 g de poids. La longueur moyenne de l'avant-bras est de 50,3 mm pour les femmes et de 48,3 mm pour les hommes.
La longueur de l'avant-bras est entre 45 et 52 mm, la longueur de la queue entre 11 et 20 mm, la longueur du pied entre 9 et 11 mm, la longueur des oreilles entre 13 et 16 mm.
La fourrure est longue. Selon la saison, le dessus est brun foncé ou marron clair et le dessous est encore plus clair. Il n'y a pas de lignes blanches sur le dos et pas de taches blanches sur les ailes.
Le museau est noirâtre, pointu et glabre, le front est haut. Les oreilles sont triangulaires, à l'extrémité arrondie, noirâtres, couvertes de plis cutanés sur la face interne de l'oreillette et bien séparées les unes des autres. Le tragus est court et arrondi à l'extrémité, tandis que le pavillon est semi-circulaire, long et s'étend vers l'avant presque jusqu'au coin postérieur de la bouche. Les membranes alaires sont noirâtres et attachées en arrière sur les chevilles, un sac glandulaire est présent entre l'avant-bras et le premier métacarpe est disposé parallèlement au corps, s'étend jusqu'au bord d'attaque de l'aile et s'ouvre vers l'avant. La queue est relativement longue et dépasse de la membrane interfémorale à environ la moitié de sa longueur. Le calcar est long.
Des spécimens albinos furent trouvés et signalés à plusieurs reprises. Ils se distinguent facilement, avec la fourrure blanche, la peau rose et les yeux rouges.

## Répartition
La chauve-souris est présente en Amérique depuis le sud de Veracruz au Mexique, dans toute l'Amazonie d'Amérique du Sud (Pérou, Equateur, Colombie, Venezuela, Guyana, Suriname, Guyane française), au centre de la Bolivie et la forêt atlantique au sud du Brésil.
Elle vit dans les basses terres et dans les régions de moyenne montagne jusqu'à 850 mètres d'altitude. Peropteryx kappleri habite principalement les forêts tropicales et les marécages, elle évite les forêts trop denses de la région amazonienne. L'espèce vit dans différents habitats : des bûches tombées, des arbres creux, des grottes et des mines de charbon abandonnées en Colombie.

## Comportement

### Habitat
Les individus forment des troupeaux composés d'un couple de parents monogames et jusqu'à cinq jeunes (ou d'autres parents). Ils se reposent dans des grottes ou dans des crevasses rocheuses. Parfois, plusieurs troupeaux au lieu de repos forment des colonies d'environ 45 membres. Généralement, ils gardent une certaine distance les uns des autres lorsqu'ils dorment. Les individus font plusieurs vols de passages avant d'entrer dans le perchoir. Ce sont souvent les femelles qui entrent en premier. Aucun toilettage social (caresses et caresses) n'est signalé.
Cette chauve-souris communique par des vocalisations, qui deviennent plus fortes dans la grotte pendant le vol. La mère et la progéniture utilisent également la vocalisation pour se localiser lorsqu'elles sont séparées.

### Alimentation
Peropteryx kappleri est insectivore. L'espèce a pour proies des insectes volants qui sont détectés par écholocation. Son régime alimentaire comprend des mites, des papillons et des membres des ordres Diptera et Coleoptera.
Elles chassent au-dessus de la cime des arbres ou dans des zones ouvertes telles que des terres agricoles ou des savanes.
Peropteryx kappleri est nocturne. Il s'envole hors du logement à la recherche de nourriture vers six heures du soir et revient entre deux et six heures du matin. 

### Reproduction
Les femelles peuvent s'accoupler toute l'année. Des cas furent signalés où les femelles forment des harems avec seulement un ou quelques mâles. Les mâles ne rivalisent pas pour les femelles, les mâles ne sont pas territoriaux.
La plupart des jeunes naissent pendant la saison des pluies, entre avril et novembre. À l'approche de la naissance, le poids des femelles augmente. Lorsque cela se produit, les femelles se perchent dans de nouveaux endroits qui ne sont pas loin de leur emplacement actuel, pour se séparer du groupe. 
Un enfant naît par portée et allaite sa mère pendant environ 40 jours. IL naît relativement bien développé pour les chauves-souris, mais est impuissant et ne peut pas voler. Lorsque le petit est indépendant après environ 60 jours, il quitte le troupeau et cherche le contact avec d'autres congénères.

## Parasitologie
Peropteryx kappleri a pour parasites Strebla proxima et Trichobius longipilis.